# Comunicació no violenta
Comunicació no violenta (CNV) és un model de comunicació desenvolupat per Marshall Rosenberg que va començar a descriure el 1960. L'objectiu d'aquest model normalment funciona com a procés per a la resolució de conflictes.
Es centra en tres aspectes de la comunicació: l'empatia personal (reflexionar sobre el nostre estat interior), l'empatia (escoltar a l'altra persona amb compassió), i l'expressió honesta (expressar honestament els nostres sentiments, i de manera que inspiri compassió als altres).
La teoria de la comunicació no violenta parteix de la idea que el comportament humà té la capacitat de compassió, i només respon amb violencia quan no troba cap altra estratègia més efectiva. Així doncs, Marshall Rosenberg només intenta oferir altres vies de comunicació, per tal de tenir més estratègies a l'hora de resoldre conflictes.

## Mètode
La CNV busca que les persones es comuniquin entre si de manera efectiva i amb empatia. Emfatitza la importància d'expressar amb claredat observacions (1), sentiments (2), necessitats (3) i peticions (4) als altres. Aquests quatre components estructuren el principi del model que descriu Marshall, que intenta evitar un llenguatge avaluador, les etiquetes provinents dels prejudicis, o les definicions a interlocutors o a tercers.
Aquells qui utilitzen la comunicació no violenta (també anomenada "comunicació empàtica") consideren que totes les accions s'originen en un intent de satisfer necessitats humanes, i intenten fer-ho evitant la por, la culpa, la vergonya, l'acusació, la coerció i les amenaces. L'ideal de la CNV és que les pròpies necessitats, desitjos, anhels, i esperances no es satisfacin a costa d'una altra persona, sinó a través d'un mateix. Un principi clau de la comunicació no violenta és la capacitat d'expressar-se sense utilitzar judicis sobre què està bé o malament, i el que és correcte o incorrecte, és per això que Rosenberg remarca la importància d'expressar sentiments i necessitats, en comptes de crítiques o judicis morals.

## Associació per la Comunicació no violenta
L'Associació per la Comunicació no violenta (ACNV) és un col·lectiu sense ànim de lucre que agrupa adherents que actuen en tots els camps: la salut, l'educació, el treball social, l'empresa, la política, la justícia... que comparteixen una mateixa convicció: aspirar a un món on les necessitats de tots es puguin satisfer de manera pacífica.